# أحمد عثمان (لاعب كرة قدم)
أحمد عثمان هو لاعب كرة قدم محترف نيوزيلندي من أصول سورية يلعب كلاعب مهاجم لصالح تاسمان يونايتد الذي يلعب في دوري نيوزيلندا لكرة القدم.